# Коронавірусна хвороба 2019 у Макао
Епідемія коронавірусної хвороби 2019 у Макао — це поширення пандемії коронавірусної хвороби 2019 на територію Макао.
Станом на 20 жовтня 2020 року на території Макао не зафіксовано жодного летального випадку.
Уряд Макао планує виділити понад 50 мільйонів доларів на закупки вакцини
Локдаун у лютому-березні 2020 року серйозно вплинув на туристичну галузь.